# Édouard Candeveau
Édouard Candeveau (* 11. Februar 1898; † November 1989) war ein Schweizer Ruderer und Olympiasieger.
Édouard Candeveau gewann bei den Olympischen Sommerspielen 1920 in Antwerpen zusammen mit Alfred Felber und Steuermann Paul Piaget die Bronzemedaille im Zweier mit Steuermann. Vier Jahre später an den Olympischen Sommerspielen in Paris gewann er schliesslich mit Felber und Émile Lachapelle die Goldmedaille in derselben Disziplin.
1928 bei den Olympischen Sommerspielen in Amsterdam nahm Candeveau in der Einer-Regatta teil und beendete diese auf dem siebten Platz, nachdem er im Viertelfinale ausgeschieden war.
Neben seinen drei Olympiateilnahmen verzeichnete Candeveau auch mehrere EM-Medaillen. Während seiner Karriere wurde er vierfacher Europameister: 1922 und 1923 im Zweier mit Steuermann, 1929 mit dem Doppelzweier und 1931 im Einer.
Candeveau war Mitglied im Société Nautique de Genève.